# Johnny Friedlaender
Pour les articles homonymes, voir Friedlaender.
Johnny Friedlaender, né Gotthard Joachim Friedlaender le 21 juin 1912 à Pszczyna et mort le 18 juin 1992 à Paris, est un peintre et graveur de la nouvelle École de Paris. Son œuvre abstraite demeure accompagnée d'éléments allusifs à la réalité.

## Biographie
Johnny Friedlaender naît le 21 juin 1912 à Pless, en Haute-Silésie. À partir de 1928 il étudie la peinture à l'Académie des Beaux-Arts de Breslau et réalise ses premières gravures. De 1930 à 1934 il vit à Dresde, faisant en 1932 un séjour de trois mois à Paris. En 1935 il fuit le nazisme et se réfugie en Tchécoslovaquie où il présente sa première exposition personnelle de gravures. Voyageant à travers l'Autriche, la Suisse, les Pays-Bas, la Belgique et la France, il s'établit en 1937 à Paris. André Lhote le soutient dans La Nouvelle Revue française. En 1938, Friedlaender est illustrateur au journal Marianne. De 1939 à 1943, comme Hans Reichel, Max Ernst, Hans Bellmer ou Ferdinand Springer, il connaît plusieurs camps d'internement d'étrangers dont le Camp des Rochères et de la Poterie, travaille avec la Résistance dans le sud de la France et échappe aux camps hitlériens.
De retour à Paris en 1945, Friedlaender réalise sa première exposition particulière à la Galerie La Hune où il expose ensuite chaque année. Il grave des eaux-fortes, Rêves cosmiques, avec un texte de Gaston Diehl. En 1949 il ouvre un atelier de gravure, L'Ermitage, que fréquenteront notamment Maria Helena Vieira da Silva, Albert Flocon, Zoran Mušič, Zao Wou-Ki, Nicolas de Staël, Arthur-Luiz Piza, Sérvulo Esmeraldo, Marie-Marguerite Petetin, Marie-Antoinette Rouilly Le Chevallier. La même année il exécute des eaux-fortes pour La Saison des Amours de Paul Éluard. 
À partir de 1951, il réalise des expositions dans de nombreux musées en Europe et aux États-Unis, en Amérique du Sud. Naturalisé français en 1952, il représente en 1958 la France à la Biennale de Venise. 
En 1965 en collaboration avec le compositeur Carl Orff, il fait paraître l'album Exercices (Manus Presse) dans lequel à chaque planche de Friedlaender correspond une partition stylisée de Carl Orff inspirée du Orff-Schulwerk. De cette première collaboration naitra un autre ouvrage Musica poetica en 1968.
Il meurt à Paris le 18 juin 1992.

## Distinctions
- Croix d'officier de l'ordre du Mérite de la République fédérale d'Allemagne

## Musées

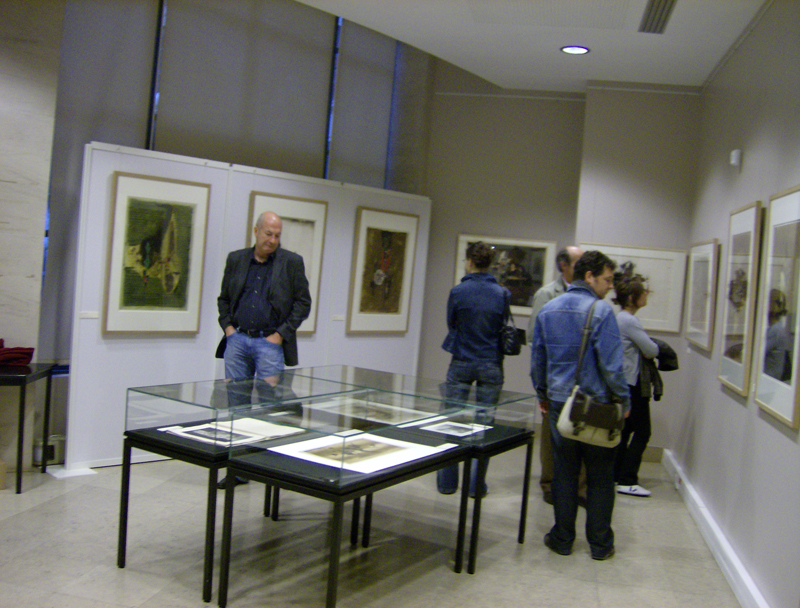
Exposition d'estampes de Johnny Friedlaender à l'Institut national d'histoire de l'art à Paris en septembre 2008.

- Musée de Dresde : deux donations en 1992 (150 gravures) et 1995 (peintures, dessins et gravures).
- Musée Unterlinden de Colmar : deux donations à l'initiative de Brigitte Coudrain en 1996 et 2001 (82 gravures inédites).
- Bibliothèque de l’INHA, Paris : deux donations de Madame Brigitte Coudrain, en 1998 et en 2007 (environ 350 estampes, dessins et affiches gravées, lithographiées et offset)et en 2012 l'ouvrage "Exercices" (1965) de Carl Orff et Friedlaender
- Musée national des beaux-arts du Québec : (5 gravures)[3].

## Documentation
Ses archives sont déposées à l'Institut national d'histoire de l'art.